# Haggersta

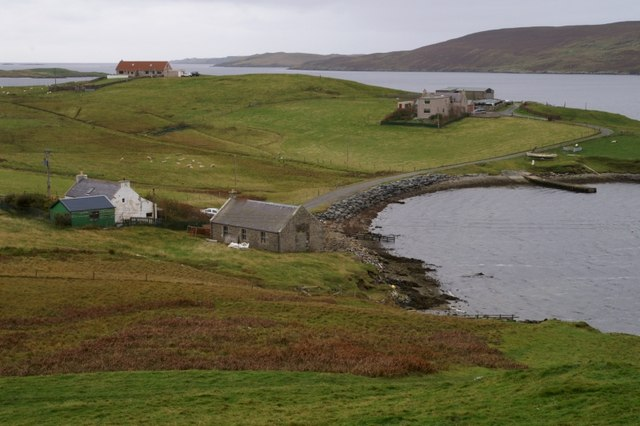
Blick auf den Ort

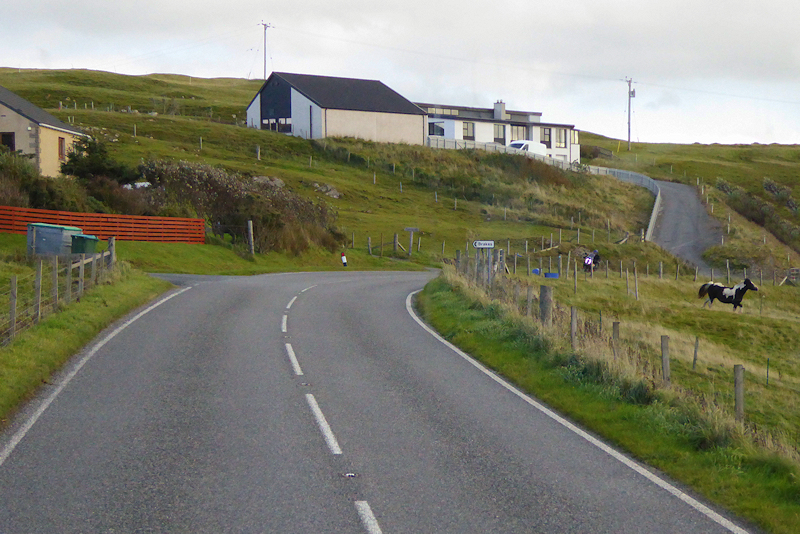
Hauptstraße in Haggersta

Haggersta ist eine Ortschaft, die im Südwesten der zu Schottland zählenden Shetlands liegen.

## Geographie
Haggersta liegt im Westen von Mainland im südlichen Bereich der Halbinsel Strom Ness. An Gewässern befinden sich hier die Stromness Voe im Süden sowie der See Loch of Strom im Nordosten. Überragt wird es von dem 112 Meter hohen Hill of Strom im Nordosten und dem 71 Meter hohen Hill of Olligarth im Südwesten. Die nächstgelegenen Ortschaften sind Hellister und Kalliness im Norden mit dem, dahinterliegenden Weisdale sowie Hoove im Süden. Nach Lerwick sind es 10 Kilometer in südöstlicher Richtung.

## Historisches
Im Rahmen der historischen Gliederung Schottlands in Civil Parishes zählt Haggersta zu Tingwall.

## Verkehr
In Haggersta führt die A971 mittels einer Brücke über den Bereich, der den Stromness Voe vom Loch of Strom trennt.